# Fred Stein
Alfred Stein (später Fred Stein, geboren 3. Juli 1909 in Dresden; gestorben 27. September 1967 in New York City) war ein Pionier der Kleinbildfotografie. Insbesondere seine Bildreportagen von den Straßen von Paris aus den 1930er Jahren und seine Portraits Albert Einsteins brachten Stein Weltruhm ein. Er war Mitglied der Photo League in New York. Die Photo League war eine Organisation von Fotografen in New York City, die sich der Dokumentation des Lebens in den Arbeitervierteln widmete. Sie wurde 1936 gegründet und bot ihren Mitgliedern Schulungen, Ausstellungsräume und eine Plattform für den Austausch über soziale und kreative Themen. Die Photo League spielte eine wichtige Rolle bei der Entwicklung der sozialdokumentarischen Fotografie in den USA.

## Leben
Fred Stein war der Sohn des Rabbiners Leopold Stein und Eva Wollheim, er hatte eine jüngere Schwester. Sein Vater starb 1915, und seine Mutter sorgte als Religionslehrerin für den Familienunterhalt. Im Alter von 16 Jahren schloss er sich in Dresden den Sozialisten an. 1933 beendete er das Jurastudium an der Universität Leipzig. Noch Anfang des Jahres, als die Nationalsozialisten die Macht ergriffen, verteilte er vom Fahrrad aus antifaschistische Flugblätter.
Im August 1933 heiratete er Liselotte „Lilo“ Salzburg, die Tochter eines jüdischen Arztes, sie hatten zwei Kinder. Wenig später setzten Nachforschungen der SS ein, und unter dem Vorwand einer Hochzeitsreise emigrierte das Paar nach Paris. Dort begann Stein, mit einer Leica – dem Hochzeitsgeschenk des Paars für einander – zu fotografieren. Seine Aufnahmen von Straßenszenen, oft abstrakt, werden der Kunst der Moderne zugerechnet. Er erzählte später, die Leica habe ihm das Fotografieren beigebracht, tatsächlich machte er einen Fotokurs bei Joseph Breitenbach.

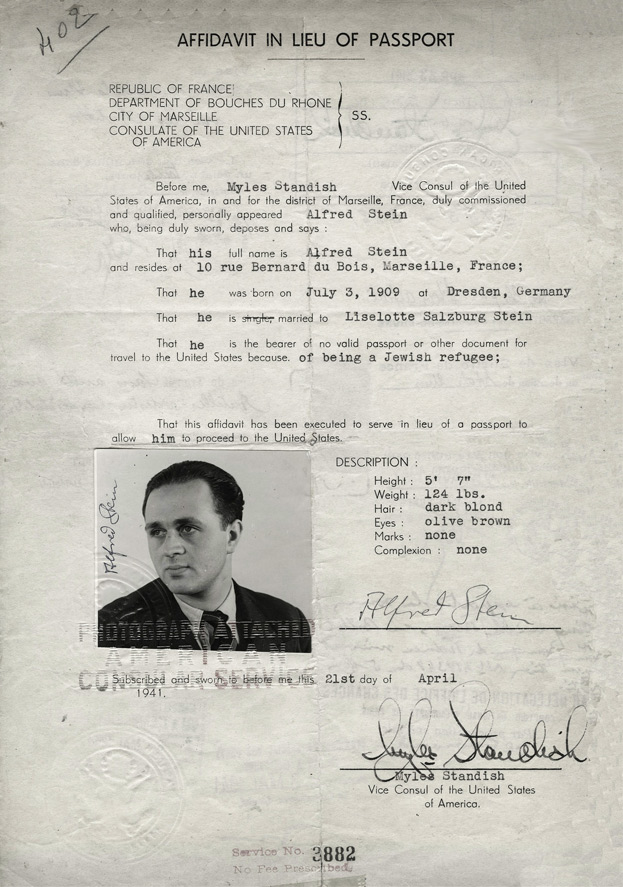
Alfred Steins vorläufiger Pass vor der Ausreise in die USA

Die Steins waren in Paris Teil der deutschen Emigrantenszene. Sie unterstützten die Widerstandsaktivitäten des Sozialistischen Jugend-Verbandes Deutschlands (SJVD) und nahmen Flüchtlinge bei sich auf. Der SJVD-Funktionär Willy Brandt fand, wenn er in Paris war, bei ihnen Unterschlupf.
Nach dem Angriff der Nationalsozialisten auf Frankreich 1940 tauchte das Paar unter. Zusammen mit ihrer am 17. August 1938 geborenen Tochter Ruth gelang den Steins am 7. Mai 1941 die Flucht aus Paris nach Marseille, wo sie mit dem französischen Ozeandampfer SS Winnipeg nach New York übersetzten.
Dort kam am 12. Oktober 1943 der Sohn Peter zur Welt, der später als Kameramann bekannt wurde und heute den Nachlass seines Vaters verwaltet.
Fred Stein setzte in den USA seine Karriere mit einer Mittelformatkamera (Rolleiflex) fort. Sein Ruf als Fotograf mit einem klaren, puristischen Schwarzweißstil öffnete ihm die Türen zu zahlreichen Künstlern, Politikern und Wissenschaftlern. Seine Bilder sind heute in großen Museen der Welt zu sehen, etwa in der National Portrait Gallery (Washington) und im Jüdischen Museum Berlin.

## Ausstellungen
- 2013/2014: Im Augenblick. Fotografien von Fred Stein (Retrospektive) Jüdisches Museum Berlin
- 2018: Fred Stein. Dresden – Paris – New York im Stadtmuseum Dresden
- 2018: Fred Stein. Modern Times im Kupferstichkabinett Dresden[3]
- 2020/21: Report from Exile. Fotografien von Fred Stein im Deutschen Historischen Museum Berlin.[4]